# Coppa del Presidente 2017 (pallacanestro maschile)
La Coppa del Presidente 2017  è la 33ª Coppa del Presidente di pallacanestro maschile.
La partita è stata disputata il 4 ottobre 2017 presso l'Ankara Arena di Ankara tra il Fenerbahçe, campione di Turchia 2016-17 e il Bandırma Banvit vincitore della Coppa di Turchia 2017.

## Finale
| Arbitri: | Ozan Çakar Ziya Özorhon Mehmet Şahin |

| |            | |
| Veselý 18 | Punti      | 15 Caloiaro |
| Sloukas 4 | Assist     | 3 Altıntığ, Geçim, Odum, Taylor                                                                                           |
| Thompson 12 | Rimbalzi   | 7 Vidmar |
| 2 Thompson• 11 Wanamaker• 16 Sloukas• 21 Nunnally• 24 Veselý 3 Tirpanci • 5 Hersek• 10 Mahmutoğlu• 18 Arna• 32 Güler• 44 Düverioğlu• 70 Datome | Formazioni | 2 Thomas• 8 Geçim• 13 Odum• 14 Vidmar• 21 Taylor 7 Kulig• 10 Altıntığ• 11 Şenel• 12 Akyel• 20 Öncel• 22 Caloiaro• 35 Atar |
| Željko Obradović | Allenatori | Sašo Filipovski |